# Казахстанско-киргизская граница
Казахстанско-киргизская граница — современная государственная граница между Республикой Казахстан и Кыргызстаном. Протяжённость границы составляет 1212 км и начинается от пограничного стыка с Узбекистаном до пограничного стыка с Китаем. Столица Кыргызстана город Бишкек, расположен всего в 16 км к югу от этой границы, а город Алма-Ата — в 29 км к северу.

## Описание
Граница начинается на западе в пограничном стыке с Узбекистаном на Угамском хребте, а затем проходит в северо-восточном направлении около Тараза и вдоль Киргизского хребта. Затем граница описывает дугу вокруг Кара-Балты, дальше следует по реке Шу мимо Бишкека и Токмока. Дальше граница проходит на восток через хребет Кюнгёй-Ала-Тоо к северу от озера Иссык-Куль и к пограничному стыку с Китаем.

## Поселения у границы

### Казахстан
- Тараз
- Кордай

### Кыргызстан
- Кёк-Сай
- Аманбаево
- Шекер
- Покровка
- Кызыл-Адыр
- Кёпюё-Базар
- Чалдыбар
- Каинды
- Камышановка
- Бирдик
- Ивановка
- Токмак
- Кара-Булак
- Тюп

## Исторические карты
Исторические англоязычные карты границы Казахской ССР и Киргизской ССР середины и конца XX века: 

## Пограничные регионы
Регионы Казахстана, граничащие с Кыргызстаном:
- Алматинская область
- Жамбылская область

 Регионы Кыргызстана, граничащие с Казахстаном:
- Иссык-Кульская область
- Таласская область
- Чуйская область